# Журбенко, Владимир Михайлович
Владимир Михайлович Журбенко (30 сентября 1939 года, город Борисов, Минская область, Белорусская ССР — 13 июля 2006 года, Москва) — советский и российский военачальник, генерал-полковник (1993).

## Биография
В Советской Армии с 1958 года. Окончил Омское высшее общевойсковое командное училище имени М. В. Фрунзе в 1962 году. Служил на командных должностях в Туркестанском военном округе: командир взвода, командир роты, командир батальона в 162-м мотострелковом полку.
Окончил Военную академию имени М. В. Фрунзе в 1971 году. С 1972 года — начальник оперативного отделения штаба дивизии в Туркестанском военном округе, с 1973 года — начальник штаба — заместитель командира полка, с 1974 года — начальник оперативного отделения — заместитель начальника штаба 58-й мотострелковой дивизии. С 1975 года — командир 101-го мотострелкового полка (г. Иолотань, Марыйская область, Туркменская ССР). С 1977 по 1980 годы — начальник штаба — заместитель командира 58-й мотострелковой дивизии в Туркестанском военном округе (Красноводск). В 1979—1980 годах в составе дивизии принимал участие в Афганской войне.
В 1982 году окончил Военную академию Генерального штаба Вооружённых Сил СССР имени К. Е. Ворошилова. С 1982 года — заместитель начальника оперативного управления штаба Южной группы войск (Венгрия). С 1985 года — заместитель начальника, а с 1987 года — начальник оперативного управления Главного командования войск Юго-Западного направления. Участник ликвидации последствий аварии на Чернобыльской АЭС в должности начальника оперативного отдела оперативной группы Министерства обороны СССР. С 1989 года — заместитель начальника Главного оперативного управления Генерального штаба Вооружённых сил СССР.
С июля 1992 года — заместитель начальника Генерального штаба, а с сентября 1993 года — первый заместитель начальника Генерального штаба Вооружённых сил Российской Федерации. С декабря 1993 по октябрь 1996 года входил в состав межведомственной комиссии Совета безопасности Российской Федерации. В 1992 году разрабатывал в Генеральном штаба план миротворческой операции в Приднестровье, 27 июля был направлен в Приднестровье, где участвовал в миротворческой операции во время Приднестровского вооруженного конфликта. Позднее, в июне—октябре участвовал в составе правительственной делегации в переговорах с Республикой Туркменистан. Освобождён от должности 1 октября 1996 года. В том же году уволен в отставку.
В последние годы жизни опубликовал ряд воспоминаний о событиях в Чернобыле и в Приднестровье. Скончался в Москве. Похоронен на Троекуровском кладбище.
Жена-Фаина Петровна.

## Награды
- Орден «За службу Родине в Вооружённых Силах СССР» 3-й степени;
- Орден «Знак Почёта» (1986);
- медали СССР и России.

## Воинские звания[6]
- Подполковник (1979)
- Полковник (1982)
- Генерал-майор (1988)
- Генерал-лейтенант (1991 или 1992)
- Генерал-полковник (31.12.1993)[7]

## Публикации
- Журбенко В. М. Приднестровье. Июль-август 1992 // Военно-исторический журнал. — 2006. — № 11.
- Журбенко В. М., Кудряшов В. И. Участие Вооруженных сил СССР в ликвидации последствий взрыва на Чернобыльской атомной электростанции // Военно-исторический журнал. — 2006. — № 4.
- Журбенко В. М. Освобождение Крыма // Военно-исторический журнал. — 1994. — № 5. — С.4-16.